# Борован (община)
43°25′58″ пн. ш. 23°45′00″ сх. д. / 43.43278° пн. ш. 23.75000° сх. д.
Борован (болг. Община Борован) — община у Болгарії. Входить до складу Врачанської області. Населення становить 5 822 особи (станом на 15 березня 2015 р.). Адміністративний центр громади — однойменне село.